# Marcin Roszkowski (biegacz narciarski)
Marcin Roszkowski (ur. 1 stycznia 1976) – polski biegacz narciarski, mistrz i reprezentant Polski, medalista zimowej Uniwersjady (2001).

## Życiorys
Był zawodnikiem MKS Supraślanki, AZS AWF Kraków i AZS AWF Katowice.
Jego największym sukcesem na arenie międzynarodowej był brązowy medal w sztafecie podczas Zimowej Uniwersjady (2001), z Januszem Krężelokiem, Adamem Kwakiem i Tomaszem Kałużnym. Reprezentował też Polskę na mistrzostwach świata juniorów w 1995 (57 m. - 10 km stylem klasycznym, 37 m. - 30 km stylem dowolnym) i 1996 (59 m. - 10 km stylem klasycznym, 13 m. - 30 km stylem dowolnym) oraz mistrzostwach świata seniorów w 1997 (76 m. - 30 km stylem dowolnym, 80 m. - 30 km stylem klasycznym, 64 m. - 15 km stylem dowolnym (bieg pościgowy) i 17 m. w sztafecie 4 x 10 km).
Na mistrzostwach Polski seniorów zdobył 17 medali:
- złote medale: 15 km stylem dowolnym (1999), 50 km stylem klasycznym (2000)
- srebrne medale: sprint (2001), 30 km stylem dowolnym (2000), 3 x 10 km (1999, 2000)
- brązowe medale: sprint (2002), 10 km stylem klasycznym (1998, 1999), 15 km stylem dowolnym (1996, 1998), 30 km stylem klasycznym (1998), 50 km stylem dowolnym (1997, 1999), 50 km stylem klasycznym (1998), sztafeta 3 x 10 km (1997, 2001)

W 2000 zwyciężył w Biegu Jaćwingów.